# The Mudge Boy
The Mudge Boy è un film del 2003 prodotto da Showtime scritto e diretto da Michael Burke. Il film si basa sul cortometraggio Fishbelly White, che fa parte di una raccolta di cortometraggi Boys Life 5. Il film è stato presentato nel gennaio del 2003 al Sundance Film Festival e a molti festival cinematografici a tematica LGBT.

## Trama
Duncan è un ragazzino timido ed introverso molto legato alla madre e che trascorre il suo tempo con le galline e il gallo della fattoria del padre. Quando la madre muore improvvisamente per un attacco cardiaco, Duncan elabora il lutto in maniera tutta sua, cercando il calore materno indossando i vestiti della madre e cercando di imitarne la voce, con l'unica compagnia della sua gallina prediletta, che porta sempre con sé. I suoi coetanei non lo capiscono e non fanno altro che prenderlo in giro, facendolo sprofondare sempre più nella solitudine. L'unico che gli dimostra un po' di amicizia è Perry, da cui ben presto si sentirà attratto.